# Monte Legnone e Chiusarella
Monte Legnone e Chiusarella este o arie protejată (arie specială de conservare — SAC, sit de importanță comunitară — SCI) din Italia întinsă pe o suprafață de 751 ha, integral pe uscat.

## Localizare
Centrul sitului Monte Legnone e Chiusarella este situat la coordonatele 45°51′49″N 8°48′47″E / 45.863611°N 8.813056°E.

## Înființare
Situl Monte Legnone e Chiusarella a fost declarat sit de importanță comunitară în iunie 1995 pentru a proteja 1 specie de plante și 56 de specii de animale. Situl a fost protejat și ca arie specială de conservare în aprilie 2014.

## Biodiversitate
Situată în ecoregiunea alpină, aria protejată conține 11 habitate naturale: Păduri de fag Asperulo-Fagetum, Peșteri inaccesibile publicului, Mlaștini alcaline, Păduri de fag Luzulo-Fagetum, Păduri pe pante, grohotișuri și ravene de Tilio-Acerion, Izvoare petrifiante cu formare de travertin (Cratoneurion), Pante stâncoase calcaroase cu vegetație casmofită, Ape puternic oligomezotrofe cu vegetație bentonică cu Chara spp., Pajiști uscate europene, Păduri panonice cu Quercus pubescens, Pajiști uscate seminaturale și facies de acoperire cu tufișuri pe substraturi calcaroase (Festuco-Brometalia) (* situri importante pentru orhidee).
La baza desemnării sitului se află mai multe specii protejate:
- plante (1): Mannia triandra
- păsări (47): uliu păsărar (Accipiter nisus), pițigoi codat (Aegithalos caudatus), fâsă de pădure (Anthus trivialis), lăstunul mare (Apus apus), șorecarul comun (Buteo buteo), caprimulg (Caprimulgus europaeus), sticlete (Carduelis carduelis), Certhia brachydactyla, florinte (Chloris chloris), mierla de apă (Cinclus cinclus), șerpar (Circaetus gallicus), erete vânăt (Circus cyaneus), erete cenușiu (Circus pygargus), botgros (Coccothraustes coccothraustes), pițigoi albastru (Cyanistes caeruleus), lăstun de casă (Delichon urbicum), ciocănitoare pestriță mare (Dendrocopos major), ciocănitoare neagră (Dryocopus martius), presură de munte (Emberiza cia), măcăleandru (Erithacus rubecula), șoim călător (Falco peregrinus), vânturel roșu (Falco tinnunculus), muscar negru (Ficedula hypoleuca), Hippolais polyglotta, rândunică (Hirundo rustica), sfrâncioc roșiatic (Lanius collurio), gaia neagră (Milvus migrans), codobatură galbenă (Motacilla alba), muscar sur (Muscicapa striata), pițigoi mare (Parus major), pițigoi de brădet (Periparus ater), viespar (Pernis apivorus), pitulice de munte (Phylloscopus bonelli), pitulice de munte (Phylloscopus collybita), pitulice sfârâitoare (Phylloscopus sibilatrix), pitulice-fluierătoare (Phylloscopus trochilus), pițigoi sur (Poecile palustris), brumăriță de pădure (Prunella modularis), aușel cu cap galben (Regulus regulus), mărăcinar negru (Saxicola torquatus), sitar de pădure (Scolopax rusticola), cănăraș (Serinus serinus), țiclete (Sitta europaea), huhurez mic (Strix aluco), silvie cu cap negru (Sylvia atricapilla), silvie de zăvoi (Sylvia borin), pănțărușul (Troglodytes troglodytes)
- amfibieni (1): Triturus carnifex
- mamifere (3): liliac cu urechi mari (Myotis bechsteinii), liliac cu picioare lungi (Myotis capaccinii), liliac cărămiziu (Myotis emarginatus)
- nevertebrate (4): Austropotamobius pallipes, croitorul mare al stejarului (Cerambyx cerdo), Euplagia quadripunctaria, rădașcă (Lucanus cervus)
- pești (1): zglăvoacă (Cottus gobio)

Pe lângă speciile protejate, pe teritoriul sitului au mai fost identificate 39 de specii de plante, 4 specii de amfibieni, 19 specii de mamifere, 1 specie de nevertebrate, 6 specii de reptile.